# دافيدي بيترمان
دافيدي بيترمان (بالإيطالية: Davide Petermann) هو لاعب كرة قدم إيطالي في مركز الوسط، ولد في 25 ديسمبر 1994 في روما في إيطاليا. لعب مع نادي باليرمو ونادي ريجينا ونادي سودتيرول.

## وصلات خارجية
- دافيدي بيترمان على موقع قاعدة بيانات كرة القدم.إي يو (الإنجليزية)
- دافيدي بيترمان على موقع Soccerway.com (الإنجليزية)
- دافيدي بيترمان على موقع AS.com (الإسبانية)